# جيمس ك. موراي
جيمس ك. موراي (بالإنجليزية: James C. Murray)‏ هو قاضي ومحامي وسياسي أمريكي، ولد في 16 مايو 1917 بشيكاغو في الولايات المتحدة، وتوفي في 19 أكتوبر 1999 في نفس البلد. حزبياً، نشط في الحزب الديمقراطي. وقد انتخب عضو مجلس النواب الأمريكي.